# Bodorfa
Bodorfa è un comune dell'Ungheria di 140 abitanti (dati 2001). È situato nella contea di Veszprém.